# Osservatorio astronomico di Mykolaïv
L'osservatorio astronomico di Mykolaïv è un bene culturale dell'Ucraina. È il più antico osservatorio navale dell'Europa orientale ed è candidato ad entrare fra i siti dichiarati dall'UNESCO come Patrimonio dell'umanità. 
L'osservatorio fu fondato nel 1821 dal comandante in capo della flotta del Mar Nero, ammiraglio Aleksej Greig. Fu costruito su progetto di Fëdor Ivanovič Wunsch, architetto capo dell'ammiragliato del Mar Nero. Il suo complesso è costituito dall'edificio dell'osservatorio principale costruito in stile neoclassico nel 1821-1829 e dai padiglioni astronomici dell'inizio del XX secolo, dove sono conservati strumenti astronomici storici e altri reperti museali. 
Sono inoltre presenti tre moderni padiglioni con telescopi funzionanti utilizzati per la ricerca e l'osservazione e locali di servizio per laboratori scientifici ed esigenze gestionali, 4 edifici di alloggi, nonché un parco paesaggistico storico e culturale.
L'impianto originario, le piante, i materiali e la struttura sono conservati nella loro forma originale; la proprietà è stata inclusa nel 1963 nell'inventario nazionale dei monumenti di storia e cultura come monumento di architettura a statuto nazionale.
L'osservatorio conserva strumenti astronomici del XIX secolo fra cui un cerchio meridiano e un cerchio verticale portatile, una collezione di orologi astronomici e libri di astronomia.
Nel 1992 ha ottenuto lo status di istituzione scientifica indipendente e nel 2002 è diventato ufficialmente un istituto di ricerca.